# Île de Naro
L'île de Naro ou Narodo (나로도, 羅老島) est une île située au large de la côte de la province du Jeolla du Sud, du district de Goheung, en Corée du Sud.

## Infrastructure
Elle abrite le centre spatial Naro.